# Peter Iwers
Peter Iwers, švedski glasbenik, * 15. maj 1975, Stockholm, Švedska.
Iwers je trenutni basist švedske melodične death metal skupine In Flames, v kateri igra vse od albuma Colony (izšel je leta 1999), ko je zamenjal Johana Larssona. Peter ima dve hčerki z bivšo ženo.
Peter uporablja ESP, Ibanez, Washburn kitare, Peavey, Spector, in Ampeg ojačevalce.
Preden je začel igrati v In Flames-ih, je igral v skupini Chameleon.